# خوان سانچس (دوچرخه‌سوار)
خوان سانچس (اسپانیایی: Juan Sánchez‎؛ زادهٔ ۲۱ ژوئن ۱۹۳۸) دوچرخه‌سوار اهل اسپانیا است. وی در بازی‌های المپیک تابستانی ۱۹۶۰ شرکت کرده است.